# وجود عن بعد
الوجود عن بعد هو في الأساس مفهوم يسمى في التقانة العامة التي تمكن الإنسان من الشعور في الوقت الحقيقي بأنه في مكان آخر غير مكان وجوده بالفعل، والقدرة على التفاعل مع البيئة البعيدة، والتي قد تكون حقيقية أو افتراضية أو مزيج من الاثنين. يشير المصطلح أيضًا إلى نوع متقدم من نظام التشغيل عن بُعد الذي يمكّن المشغل الموجود في جهاز التحكم من أداء المهام عن بُعد بمهارة مع الشعور بوجود روبوت بديل يعمل في بيئة بعيدة. التواجد عن بعد في البيئة الحقيقية من خلال بيئة افتراضية ممكن أيضًا. اقترح هذا المفهوم Susumu Tachi أول مرة في اليابان في 1980 و1981 ونال به براءات اختراع ونُشر التقرير الأول باللغة اليابانية في عام 1982  وباللغة الإنجليزية في عام 1984.